# HMS Battler (D18)
Pour les autres navires du même nom, voir USS Altamaha.
Le HMS Battler (D18) est un porte-avions d'escorte de la classe Attacker construit aux États-Unis durant la Seconde Guerre mondiale. Cédé à la Royal Navy dans le cadre du programme Prêt-bail, il participe principalement à l'escorte de convois dans l'Atlantique, la Méditerranée et l'océan Indien.

## Conception et construction
Le cargo Mormactern, dont la construction commence le 15 mai 1941, est réquisitionné par l'US Navy le 26 décembre 1941 afin d'être converti en porte-avions d'escorte. Nommé USS Altamaha, il est lancé le 4 avril 1942, puis transféré à la Royal Navy dans le cadre du Lend-Lease le 31 octobre 1942 et renommé HMS Battler.

## Histoire
En janvier 1943, ses deux canons de 4 pouces américains sont remplacés par trois canons de 4 pouces QF Mk V britanniques.
Il fournit une escorte aérienne aux convois KMS 16 du 4 juin 1943 et XK 9 du 22 juin 1943, puis prend part a l'opération Avalanche avec la force V, il embarque des Seafire. Puis il sert de porte avions d'escorte et de soutien de convois de transport.
Après la guerre, il retourne aux États-Unis le 19 janvier 1946, et réintègre l'US Navy le 12 février. Il est démoli à Baltimore plus tard dans l'année.

## Groupe aéronaval
Voici la composition du groupe aéronaval du HMS Battler :
| Date           | Chasseurs  | Bombardiers-torpilleurs | Total |
| -------------- | ---------- | ----------------------- | ----- |
| juin 1943      | 04 Seafire | 09 Swordfish            | 13    |
| septembre 1943 | 18 Seafire |                         | 18    |
| octobre 1943   | 06 Seafire | 12 Swordfish            | 18    |
| mai 1944       | 06 Martlet | 12 Swordfish            | 18    |